# Lampronia psychidella
Lampronia psychidella is een vlinder uit de familie yuccamotten (Prodoxidae). De wetenschappelijke naam is voor het eerst geldig gepubliceerd in 1854 door Millière.
De soort komt voor in Europa.